# Spiloxene alba
Spiloxene alba là một loài thực vật có hoa trong họ Hypoxidaceae. Loài này được (Thunb.) Fourc. miêu tả khoa học đầu tiên năm 1932.